# Dublin Business School
Dublin Business School (DBS) est une université irlandaise fondée en 1975 et située dans la ville de Dublin, en Irlande.
L'école compte 6 campus. Le campus principal est situé à Aungier Street. Les autres campus sont localisés à Balfe Street, Dame Street et South Great George's Street.